# Golden Joystick Awards
A Golden Joystick Awards (em português, "Premiação do Joystick Dourado"), também chamado People's Gaming Awards, é a cerimônia de premiação anual de jogos eletrônicos que premia dede 1983 os melhores jogos para videogame e computador do ano, de acordo com os votos do público geral. A cerimônia está em seu 40° ano (em 2022). É a segunda premiação mais antiga do mundo.
A premiação forma uma lista com os lançamentos do ano classificados em diversas categorias, que são premiados conforme méritos e qualidade.
Um dos vencedores do GOTY foi Elden Ring. Em 2003 os jogos do ano foram: Baldur's Gate 3; Starfield (Xbox); Final Fantasy 16 (PS); Baldur's Gate 3 (PC), e; The Legend of Zelda: Tears of the Kingdom (Nintendo).

## Vencedores
A lista de vencedores da premiação Golden Joystick Awards ou People's Gaming Awards, desde a primeira edição (1983).

### 1983
Este ano, o prêmio foi sediado no Berkeley Square de Londres e teve apresentação do Dave Lee Travis.
| Prêmio                             | Vencedor               | Indicados                                    |
| ---------------------------------- | ---------------------- | -------------------------------------------- |
| Best Arcade-Style Game of the Year | Manic Miner            | Arcadia, Penetrator, Galaga                  |
| Strategy Game of the Year          | The Hobbit             | Football Manager, Planet Invasion, Scrabble  |
| Best Original Game of the Year     | Ah Diddums             | Ant Attack, Pssst, Splat!                    |
| Game of the Year                   | Jetpac                 | Arcadia, Manic Miner, The Hobbit             |
| Software House of the Year         | Ultimate Play The Game | Imagine Software, Llamasoft, Melbourne House |

### 1984
| Prêmio                             | Vencedor                   |
| ---------------------------------- | -------------------------- |
| Game of the Year                   | Knight Lore                |
| Software House of the Year         | Ultimate Play The Game     |
| Best Original Game of the Year     | Elite                      |
| Best Adventure Game of the Year    | Claymorgue Castle          |
| Best Strategy Game of the Year     | Lords of Midnight          |
| Best Arcade-Style Game of the Year | Daley Thompson's Decathlon |
| Best Programmer of the Year        | Ultimate Team              |

### 1985
| Prêmio                         | Vencedor                  | Indicados                                   |
| ------------------------------ | ------------------------- | ------------------------------------------- |
| Game of the Year               | Way of the Exploding Fist | Elite, Summer Games II                      |
| Software House of the Year     | Melbourne House           | U.S. Gold, Elite Systems, Firebird Software |
| Best Original Game of the Year | Little Computer People    | Spy vs. Spy, Paradroid                      |
| Adventure Game of the Year     | Red Moon                  | Gremlins, Bored of the Rings                |
| Strategy Game of the Year      | Theatre Europe,           | Shadowfire, Battle of Britain               |
| Arcade-Style Game of the Year  | Commando                  | Hyper Sports, Dropzone                      |
| Programmer of the Year         | Stephen Crow              | Jeff Minter, Andrew Braybrook, Bo Jangeborg |

### 1986
| Prêmio                         | Vencedor         | Indicados                              |
| ------------------------------ | ---------------- | -------------------------------------- |
| Game of the Year               | Gauntlet         | Uridium, Space Harrier                 |
| Software House of the Year     | Elite Systems    | U.S. Gold, Hewson Consultants          |
| Best Original Game of the Year | Sentinel         | Trap Door, Trivial Pursuit             |
| Adventure Game of the Year     | The Pawn         | Lord of the Rings, Heavy on the Magick |
| Strategy Game of the Year      | Vietnam          | Johnny Reb II, Silent Service          |
| Arcade-Style Game of the Year  | Uridium          | Gauntlet, Ghosts'n Goblins             |
| Programmer of the Year         | Andrew Braybrook | Chris Butler, Stephen Crow             |
| Best Soundtrack of the Year    | Sanxion          | Knucklebusters, Star Glider            |

### 1988
Os premios foram apresentados por Chris Tarrant.
| Categoria                      | Vencedor             | Indicados                             |
| ------------------------------ | -------------------- | ------------------------------------- |
| Game of the Year               | Out Run              | The Last Ninja, Renegade              |
| Software House of the Year     | U.S. Gold            | Ocean Software, Elite Systems         |
| Best Original Game of the Year | Nebulus              | Wizball, Driller                      |
| Adventure Game of the Year     | The Guild of Thieves | Knight Orc, Shadows of Mordor         |
| Strategy Game of the Year      | Vulcan               | Defender of the Crown, Annals of Rome |
| Arcade-Style Game of the Year  | Out Run              | Renegade, Bubble Bobble               |
| Programmer of the Year         | Jon Ritman           | Andrew Braybrook                      |

### 1989
A premiação foi sediada no Kensington Roof Gardens.
| Categoria                              | Vencedor (8-bit)                   | Vencedor (16-bit)                  | Indicados                                   |
| -------------------------------------- | ---------------------------------- | ---------------------------------- | ------------------------------------------- |
| Best Graphics of the Year              | Armalyte                           | Rocket Ranger                      | Last Ninja 2, Starglider 2                  |
| Best Soundtrack of the Year            | Bionic Commando                    | International Karate +             | RoboCop, Starglider 2                       |
| Best Simulation Game of the Year       | Microprose Soccer                  | Falcon                             | Project Stealth Fighter, F/A-18 Interceptor |
| Adventure Game of the Year             | Corruption                         | Fish!                              | Ingrid's Back                               |
| Best Coin-Op Conversion of the Year    | Operation Wolf                     | Operation Wolf                     | R-Type, Pac-Mania                           |
| Software House of the Year             | Ocean Software                     | Mirrorsoft                         | U.S. Gold                                   |
| Programmer of the Year                 | John Phillips                      | The Bitmap Brothers                | Mev Dink, John Twiddy                       |
| Computer and Video Games Console Award | Thunder Blade (Sega Master System) | Thunder Blade (Sega Master System) | R-Type (PC Engine)                          |
| Game of the Year                       | Operation Wolf                     | Speedball                          | Last Ninja 2, Starglider 2                  |

### 1990
A cerimônia aconteceu no Kensington Roof Gardens, em 11 de abril de 1990.
| Categoria                           | Vencedor (8-bit)                                          | Vencedor (16-bit)   |
| ----------------------------------- | --------------------------------------------------------- | ------------------- |
| Game of the Year                    | The Untouchables                                          | Kick Off            |
| Best Graphics of the Year           | Myth                                                      | Shadow of the Beast |
| Best Soundtrack of the Year         | Chase H.Q.                                                | Future Wars         |
| Best Simulation Game of the Year    | Carrier Command                                           | M1 Tank Platoon     |
| Best Coin-Op Conversion of the Year | Chase H.Q.                                                | Hard Drivin'        |
| PC Leisure Product of the Year      | Indiana Jones and the Last Crusade: The Graphic Adventure |                     |
| Most Original Game of the Year      | Populous                                                  |                     |
| Software House of the Year          | Ocean Software                                            |                     |

### 1991
A cerimônia aconteceu no Kensington Roof Gardens, em 4 de abril de 1991.
| Categoria                           | Vencedor (8-bit)    | Vencedor (16-bit)      |
| ----------------------------------- | ------------------- | ---------------------- |
| Game of the Year                    | Rick Dangerous 2    | Kick Off 2             |
| Best Graphics of the Year           | Midnight Resistance | Shadow of the Beast 2  |
| Best Soundtrack of the Year         | RoboCop 2           | Speedball 2            |
| Best Simulation Game of the Year    | F19 Stealth Fighter | F19 Stealth Fighter    |
| Best Coin-Op Conversion of the Year | Rainbow Islands     | Golden Axe             |
| Best Console Conversion of the Year | Mega Man            | John Madden's Football |
| PC Game of the Year                 | Railroad Tycoon     |                        |
| Hardware Manufacturer of the Year   | Sega                |                        |
| Software House of the Year          | Ocean Software      |                        |

### 1992
A cerimônia aconteceu no Hyde Park Hotel, Londres, em 7 de abril de 1992.
| Categoria                  | Vencedor                          | Desenvolvedora |
| -------------------------- | --------------------------------- | -------------- |
| Overall Game of the Year   | Sonic the Hedgehog                | Sonic Team     |
| 16-Bit Game of the Year    | Heimdall                          | Core Design    |
| Best Coin-Op Conversion    | Toki                              | TAD            |
| Best Simulation            | Jimmy White's 'Whirlwind' Snooker | Virgin         |
| Best Graphics              | Heimdall                          | Core Design    |
| Best Soundtrack            | The Secret of Monkey Island       | U.S. Gold      |
| Programmer of the Year     | Archer MacLean                    |                |
| Software House of the Year | Electronic Arts                   |                |

### 1993
| Prêmio           | Vencedor          |
| ---------------- | ----------------- |
| Game of the Year | Street Fighter II |

### 1997
A cerimônia aconteceu no Café de Paris, em novembro de 1997.
| Categoria                             | Vencedor                       |
| ------------------------------------- | ------------------------------ |
| Game of the Year                      | Super Mario 64                 |
| PlayStation Plus Best Game            | Resident Evil                  |
| Sega Saturn Magazine Best Saturn Game | Fighters Megamix               |
| Nintendo Magazine Best N64 Game       | Super Mario 64                 |
| Computer and Video Games Best PC Game | Quake                          |
| Best Looking Game                     | Super Mario 64                 |
| Best Sounding Game                    | Wipeout 2097                   |
| Most Original Game                    | PaRappa the Rapper             |
| Best Ad                               | Tekken 2                       |
| Scoop of the Year                     | GoldenEye 007                  |
| Favourite Game Character              | Lara Croft (Tomb Raider)       |
| Best Development Team                 | Rare                           |
| Best Software House                   | Sony                           |
| Best Looking Pages                    | Sega Saturn Magazine Showcases |
| Best Review Writer                    | Ed Lomas, CVG                  |

### 2002
A cerimônia aconteceu no Dorchester Hotel em 25 de outubro de 2002, e foi apresentado por Jonathan Ross.
| Prêmio                         | Vencedor                                     | Indicados |
| ------------------------------ | -------------------------------------------- | --- |
| Game of the Year               | Grand Theft Auto III (Rockstar Games)        | Halo (Microsoft Studios), Medal of Honor: Allied Assault (EA Games)                                            |
| Online Game of the Year        | Counter-Strike (Vivendi Universal Games)     | Medal of Honor: Allied Assault (EA Games), Warcraft III: Reign of Chaos (Vivendi Universal Games)              |
| PC Game of the Year            | Medal of Honor: Allied Assault (EA Games)    | Grand Theft Auto III (Rockstar Games), Warcraft III: Reign of Chaos (Vivendi Universal Games)                  |
| Best Use of a Film Licence     | The Thing (Vivendi Universal Games)          | Spider-Man (Activision), The Sum of All Fears (Ubi Soft)                                                       |
| Sports Game of the Year        | Pro Evolution Soccer (Konami)                | Championship Manager (Eidos), FIFA 2002 (EA Sports)                                                            |
| Game Innovation of the Year    | Grand Theft Auto III (Rockstar Games)        | Max Payne (Take 2 Interactive), Medal of Honor: Allied Assault (EA Games)                                      |
| Hardware of the Year           | Microsoft Xbox                               | AMD Athlon XP Processor, Nintendo GameCube                                                                     |
| British Developer of the Year  | Rockstar North                               | Electronic Arts                                                                                                |
| Rare Publisher of the Year     | Electronic Arts                              | Activision/LucasArts, Microsoft Game Studios                                                                   |
| Retailer of the Year           | Gameplay.com                                 | Amazon.co.uk                                                                                                   |
| Most Wanted Game for Christmas | Grand Theft Auto: Vice City (Rockstar Games) | Splinter Cell (UbiSoft), Super Mario Sunshine (Nintendo of Europe)                                             |
| Xbox Game of the Year          | Halo (Microsoft Game Studios)                | Dead or Alive 3 (Tecmo), Max Payne (Take 2 Interactive)                                                        |
| GameCube Game of the Year      | Resident Evil (Capcom Eurosoft)              | Star Wars Rogue Squadron II: Rogue Leader (Activision/LucasArts), Super Smash Bros. Melee (Nintendo of Europe) |
| Handheld Game of the Year      | Golden Sun (Nintendo)                        | Mario Kart: Super Circuit (Nintendo), Super Mario World: Super Mario Advance 2 (Nintendo of Europe)            |
| PlayStation 2 Game of the Year | Grand Theft Auto III (Rockstar Games)        | Final Fantasy X (SCEE), Metal Gear Solid 2: Sons of Liberty (Konami)                                           |

### 2003
A cerimônia aconteceu no Park Lane Hilton em 28 de novembro de 2003, e foi apresentada por Phill Jupitus.
| Prêmio                                        | Vencedor                                                      | Indicados |
| --------------------------------------------- | ------------------------------------------------------------- | --- |
| PlayStation 2 Game of the Year                | Grand Theft Auto: Vice City (Rockstar)                        | EyeToy: Play (SCEE), Pro Evolution Soccer 2 (Konami)                                                          |
| GameCube Game of the Year                     | The Legend of Zelda: The Wind Waker (Nintendo)                | Metroid Prime (Nintendo), Resident Evil Zero (Capcom)                                                         |
| Handheld Game of the Year                     | Advance Wars 2: Black Hole Rising (Nintendo)                  | Pokémon Ruby and Sapphire (Nintendo), The Legend of Zelda: A Link to the Past (Nintendo)                      |
| Xbox Game of the Year                         | Star Wars: Knights of the Old Republic (Activision/LucasArts) | Soul Calibur II (Electronic Arts), Tom Clancy's Splinter Cell (Ubisoft)                                       |
| PC Game of the Year                           | Championship Manager 4 (Eidos)                                | Grand Theft Auto: Vice City (Rockstar), Battlefield 1942 (Electronic Arts)                                    |
| Online Game of the Year                       | Battlefield 1942 (Electronic Arts)                            | Phantasy Star Online I & II (Sega), Unreal Championship (Atari)                                               |
| Film Adaptation of the Year                   | The Lord of the Rings: The Two Towers (Electronic Arts)       | Enter the Matrix (Atari), Harry Potter and the Philosopher's Stone (Electronic Arts)                          |
| The Award for Best of British                 | Championship Manager 4 (Eidos)                                | Conflict: Desert Storm II (SCi Games), Republic: The Revolution (Eidos)                                       |
| Publisher of the Year                         | Nintendo                                                      | Electronic Arts, Rockstar Games                                                                               |
| Retailer of the Year                          | GAME                                                          | Amazon.co.uk                                                                                                  |
| Hardware of the Year                          | Nintendo Game Boy Advance SP                                  | SCEE EyeToy, Microsoft Xbox Live!                                                                             |
| Unsung Hero Game of the Year                  | Viewtiful Joe (Capcom)                                        | No One Lives Forever 2: A Spy in H.A.R.M.'s Way (Monolith Productions), Steel Battalion (Capcom)              |
| Hall of Fame Industry Personality of the Year | Shigeru Miyamoto (Nintendo)                                   | |
| Editor's Award: Game of the Year              | Pro Evolution Soccer 3 (Konami)                               | Call of Duty (Activision), The Legend of Zelda: The Wind Waker (Nintendo)                                     |
| Most Wanted Game for Christmas                | Mario Kart: Double Dash!! (Nintendo)                          | Pro Evolution Soccer 3 (Konami), WWE SmackDown! Here Comes the Pain (THQ)                                     |
| Most Anticipated Game for 2004                | Half-Life 2 (Valve)                                           | Doom III (Activision), Halo 2 (Microsoft)                                                                     |
| Ultimate Game of the Year                     | Grand Theft Auto: Vice City (Rockstar)                        | The Legend of Zelda: The Wind Waker (Nintendo), Star Wars: Knights of the Old Republic (Activision/LucasArts) |

### 2004
A cerimônia aconteceu no Park Lane Hilton em 5 de novembro de 2004, e foi apresentada por Matt Lucas.
| Award                                           | Winner                                                        | Runners-up                                                                                |
| ----------------------------------------------- | ------------------------------------------------------------- | ----------------------------------------------------------------------------------------- |
| PlayStation 2 Game of the Year                  | Burnout 3: Takedown (Electronic Arts)                         | Pro Evolution Soccer 3 (Konami), Spider-Man 2 (Activision)                                |
| GameCube Game of the Year                       | Mario Kart: Double Dash!! (Nintendo)                          | Metal Gear Solid: The Twin Snakes (Konami), Final Fantasy Crystal Chronicles (Nintendo)   |
| Handheld Game of the Year                       | Sonic Advance 3 (THQ)                                         | Metroid: Zero Mission (Nintendo), Mario & Luigi: Superstar Saga (Nintendo)                |
| Xbox Game of the Year                           | Fable (Microsoft)                                             | Splinter Cell: Pandora Tomorrow (Ubisoft), Grand Theft Auto: Double Pack (Rockstar Games) |
| PC Game of the Year                             | Doom 3 (Activision)                                           | X2: The Threat (Deep Silver), Far Cry (Ubisoft)                                           |
| Online Game of the Year                         | Battlefield Vietnam (Electronic Arts)                         | Burnout 3: Takedown (Electronic Arts), Counter-Strike: Condition Zero (Valve)             |
| Publisher of the Year                           | Electronic Arts                                               | THQ, Ubisoft                                                                              |
| Retailer of the Year                            | Amazon.co.uk                                                  | GAME, Play.com                                                                            |
| Hardware of the Year                            | Nintendo GBA SP                                               | Creative Labs Gigaworks S750, GBA Wireless Adapter                                        |
| Unsung Hero Game of the Year (Editors' Award)   | The Chronicles of Riddick: Escape from Butcher Bay (VU Games) | The Suffering (Midway), Mashed (Empire Interactive)                                       |
| Game of the Year (Editors' Award)               | Pro Evolution Soccer 4 (Konami)                               | The Legend of Zelda: Four Swords (Nintendo), Joint Operations: Typhoon Rising (NovaLogic) |
| Hall of Fame - Industry Personality of the Year | Warren Spector (Ion Storm)                                    |                                                                                           |
| Most Wanted Game for Xmas                       | Grand Theft Auto: San Andreas (Rockstar Games)                | Half-Life 2 (Valve), Halo 2 (Microsoft)                                                   |
| Most Wanted Game For 2005                       | The Legend of Zelda: Twilight Princess (Nintendo)             | Metal Gear Solid: Snake Eater (Konami), Resident Evil 4 (Capcom)                          |
| Ultimate Game of the Year                       | Doom 3 (Activision)                                           | Fable (Microsoft), Pro Evolution Soccer 4 (Konami)                                        |
| Ultimate Gaming Hero                            | Sonic the Hedgehog (Sega)                                     | Master Chief (Halo 2, Microsoft); Lara Croft (Tomb Raider, Eidos)                         |

### 2005
A cerimônia aconteceu no Park Lane Hilton em 4 de novembro de 2005, e foi apresentada por Jimmy Carr.
| Prêmio                         | Vencedor                                                         |
| ------------------------------ | ---------------------------------------------------------------- |
| PlayStation 2 Game of the Year | Grand Theft Auto: San Andreas (Rockstar Games)                   |
| GameCube Game of the Year      | Resident Evil 4 (Capcom)                                         |
| Xbox Game of the Year          | Halo 2 (Microsoft)                                               |
| PC Game of the Year            | Half-Life 2 (Valve)                                              |
| Handheld Game of the Year      | Super Mario 64 DS (Nintendo)                                     |
| Best Film-Based Game of 2005   | Resident Evil 4 (Capcom)                                         |
| Best Game Soundtrack of 2005   | Grand Theft Auto: San Andreas (Rockstar Games)                   |
| Online Game of the Year        | World of Warcraft (Blizzard)                                     |
| Publisher of the Year          | Nintendo                                                         |
| Retailer of the Year           | Play.com                                                         |
| Gaming Innovation of the Year  | PSP                                                              |
| One to Watch for Xmas          | The Legend of Zelda: Twilight Princess (Nintendo)                |
| One to Watch for 2006          | Resident Evil 5 (Capcom)                                         |
| Hero of 2005                   | CJ (Grand Theft Auto: San Andreas, Rockstar Games)               |
| Villain of 2005                | Officer Tenpenny (Grand Theft Auto: San Andreas, Rockstar Games) |
| The Girl's Choice for 2005     | The Sims 2 (Electronic Arts)                                     |
| Editor's Game of the Year      | Resident Evil 4 (Capcom)                                         |
| Unsung Hero of the Year        | Fahrenheit (Quantic Dream)                                       |
| Ultimate Game of the Year      | Grand Theft Auto: San Andreas (Rockstar Games)                   |
| Soundtrack of the Year         | Sonic Rush (Sega)                                                |

### 2006
A cerimônia aconteceu no Park Lane Hilton em 27 de outubro de 2006, e foi apresentada por Emma Griffiths.
| Prêmio                           | Vencedor                                                |
| -------------------------------- | ------------------------------------------------------- |
| Ultimate Game of the Year        | The Elder Scrolls IV: Oblivion (Bethesda Softworks)     |
| PC Game of the Year              | The Elder Scrolls IV: Oblivion (Bethesda Softworks)     |
| PlayStation Game of the Year     | Resident Evil 4 (Capcom)                                |
| Xbox Game of the Year            | The Elder Scrolls IV: Oblivion (Bethesda Softworks)     |
| Nintendo Game of the Year        | New Super Mario Bros (Nintendo)                         |
| Online Handheld Game of the Year | Grand Theft Auto: Liberty City Stories (Rockstar Games) |
| Online Game of the Year          | Age of Empires III (Ensemble Studios)                   |
| The All-Nighter Award            | Pro Evolution Soccer 5 (Konami)                         |
| The One to Watch 2007            | PlayStation 3 (Sony)                                    |
| The Editor's Choice Award        | Tom Clancy's Ghost Recon Advanced Warfighter (Ubisoft)  |
| Publisher of the Year            | Electronic Arts                                         |
| Retailer of the Year             | GAME                                                    |
| Soundtrack of the Year           | Need for Speed: Carbon (Electronic Arts)                |
| Innovation Award                 | Xbox Live Marketplace (Microsoft)                       |
| Family Game of the Year          | Nintendogs (Nintendo)                                   |
| Favourite Character Award        | Lara Croft (Tomb Raider, Edios)                         |
| Girls' Choice Award              | Nintendogs (Nintendo)                                   |

### 2007
A cerimônia aconteceu no Park Lane Hilton em 26 de outubro de 2007, e foi apresentada por David Mitchell.
| Award                               | Winner                                                          |
| ----------------------------------- | --------------------------------------------------------------- |
| Ultimate Game of the Year           | Gears of War (Epic Games)                                       |
| Xbox Game of the Year               | Gears of War (Epic Games)                                       |
| PC Game of the Year                 | Lord of the Rings Online: Shadows of Angmar (Midway)            |
| PlayStation Game of the Year 2007   | God of War II (SCE Studios Santa Monica)                        |
| Nintendo Game of the Year           | The Legend of Zelda: Twilight Princess (Nintendo)               |
| The Editor's Choice Award           | Gears of War (Epic Games)                                       |
| Publisher of the Year               | Nintendo                                                        |
| Retailer of the Year                | GAME                                                            |
| The One to Watch                    | Assassin's Creed (Ubisoft)                                      |
| UK Developer of the Year            | Codemasters                                                     |
| Online Game of the Year             | World of Warcraft: The Burning Crusade (Blizzard Entertainment) |
| All-Nighter                         | Gears of War (Epic Games)                                       |
| Soundtrack of the Year              | Guitar Hero II (Harmonix Music Systems)                         |
| Innovation of the Year              | Nintendo Wii                                                    |
| Mobile Game of the Year             | Final Fantasy                                                   |
| Handheld Game of the Year           | Grand Theft Auto: Vice City Stories (Rockstar)                  |
| Family Game of the Year 2007        | Wii Sports (Nintendo)                                           |
| Girls' Choice Game of the Year 2007 | Guitar Hero II (Harmonix Music Systems)                         |

### 2008
A cerimônia aconteceu no Park Lane Hilton em 31 de outubro de 2008, e foi apresentada por Frankie Boyle.
| Prêmio                                                        | Vencedor                                          |
| ------------------------------------------------------------- | ------------------------------------------------- |
| Nuts All-Nighter Award                                        | Call of Duty 4: Modern Warfare (Activision)       |
| Handheld Game of the Year                                     | The Legend of Zelda: Phantom Hourglass (Nintendo) |
| Mobile Game of the Year                                       | Bejeweled 2 (PopCap Games)                        |
| Mobile Game Pitch 2008                                        | Finders Keeper (Tobias Rowe)                      |
| Nintendo Game of the Year                                     | Super Smash Bros. Brawl (Nintendo)                |
| PC Game of the Year                                           | Call of Duty 4: Modern Warfare (Activision)       |
| Retailer of the Year                                          | Play.com                                          |
| Official PlayStation Magazine HD PlayStation Game of the Year | Metal Gear Solid 4: Guns of the Patriots (Konami) |
| Soundtrack of the Year                                        | Grand Theft Auto IV (Rockstar Games)              |
| Xbox Game of the Year                                         | Grand Theft Auto IV (Rockstar Games)              |
| Most Wanted Award                                             | Fallout 3 (Bethesda)                              |
| Online Game of the Year                                       | Call of Duty 4: Modern Warfare (Activision)       |
| UK Developer of the Year                                      | Rockstar North                                    |
| Grand Master Flash Award                                      | Stickman Madness                                  |
| One to Watch                                                  | Call of Duty: World at War (Activision)           |
| UK Publisher of the Year                                      | Activision Blizzard                               |
| Ultimate Game of the Year                                     | Call of Duty 4: Modern Warfare (Activision)       |

### 2009
A cerimônia aconteceu no Park Lane Hilton em 30 de outubro de 2009, e foi apresentada por Sean Lock.
| Prêmio                       | Vencedor                                          |
| ---------------------------- | ------------------------------------------------- |
| Family Game of the Year      | LittleBigPlanet (Sony)                            |
| Handheld Game of the Year    | Grand Theft Auto: Chinatown Wars (Rockstar Games) |
| Retailer of the Year         | GAME                                              |
| Mobile Game of the Year      | Metal Gear Solid Touch (Konami)                   |
| Nintendo Game of the Year    | Call of Duty: World at War (Activision)           |
| Multiplayer Game of the Year | Call of Duty: World at War (Activision)           |
| Soundtrack of the Year       | Guitar Hero World Tour (Activision)               |
| Xbox Game of the Year        | Gears of War 2 (Epic Games)                       |
| PC Game of the Year          | Fallout 3 (Bethesda Softworks)                    |
| UK Developer of the Year     | Jagex                                             |
| PlayStation Game of the Year | Killzone 2 (Sony)                                 |
| Publisher of the Year        | Activision Blizzard                               |
| Online Game of the Year      | Left 4 Dead (Valve)                               |
| ShortList One to Watch       | Call of Duty: Modern Warfare 2 (Activision)       |
| Ultimate Game of the Year    | Fallout 3 (Bethesda Softworks)                    |

### 2010
A cerimônia aconteceu no Park Plaza Westminster em 29 de outubro de 2010, e foi apresentada por Rich Hall.
| Prêmio                                                     | Vencedor                                    |
| ---------------------------------------------------------- | ------------------------------------------- |
| Action/Adventure Game of the Year in association with Nuts | Assassin's Creed II (Ubisoft)               |
| Download Game of the Year                                  | Plants vs. Zombies (PopCap Games)           |
| Fighting Game of the Year                                  | Street Fighter IV (Capcom)                  |
| Music Game of the Year                                     | Guitar Hero 5 (Activision)                  |
| The One to Watch                                           | Call of Duty: Black Ops (Activision)        |
| Online Game of the Year                                    | League of Legends (Riot Games)              |
| Portable Game of the Year                                  | Pokémon HeartGold e SoulSilver (Nintendo)   |
| Puzzle Game of the Year                                    | World of Goo (2D Boy)                       |
| Racing Game of the Year                                    | Forza Motorsport 3 (Microsoft)              |
| RPG of the Year                                            | Mass Effect 2 (Electronic Arts)             |
| Shooter of the Year                                        | Call of Duty: Modern Warfare 2 (Activision) |
| Soundtrack of the Year                                     | Final Fantasy XIII (Square Enix)            |
| Sports Game of the Year                                    | FIFA 10 (Electronic Arts)                   |
| Strategy Game of the Year                                  | Plants vs. Zombies (PopCap Games)           |
| UK Developer of the Year                                   | Jagex                                       |
| Ultimate Game of the Year                                  | Mass Effect 2 (Electronic Arts)             |

### 2011
A cerimônia aconteceu no Bridge Park Plaza em 21 de outubro de 2011, e foi apresentada por Seann Walsh.
| Prêmio                            | Vencedor                       |
| --------------------------------- | ------------------------------ |
| Shooter of the Year               | Call of Duty: Black Ops        |
| Action/Adventure Game of the Year | Assassin's Creed: Brotherhood  |
| Download Game of the Year         | Minecraft                      |
| Fighting Game of the Year         | Mortal Kombat                  |
| Free to Play Game of the Year     | League of Legends              |
| Music Game of the Year            | Guitar Hero: Warriors of Rock  |
| The One to Watch                  | The Elder Scrolls V: Skyrim    |
| Online Game of the Year           | World of Warcraft              |
| Mobile Game of the Year           | Angry Birds Rio                |
| Racing Game of the Year           | Gran Turismo 5                 |
| RPG of the Year                   | Fallout: New Vegas             |
| Sports Game of the Year           | FIFA 11                        |
| Strategy Game of the Year         | StarCraft II: Wings of Liberty |
| Ultimate Game of the Year         | Portal 2                       |

### 2012
A cerimônia aconteceu no Bridge Park Plaza em 26 de outubro de 2012, e foi apresentada por Ed Byrne.
| Prêmio                            | Vencedor                                 |
| --------------------------------- | ---------------------------------------- |
| Shooter of the Year               | Battlefield 3                            |
| Action/Adventure Game of the Year | Batman: Arkham City                      |
| Download Game of the Year         | Minecraft                                |
| Fighting Game of the Year         | Mortal Kombat Komplete Edition           |
| Free to Play Game of the Year     | Crossfire                                |
| Hand-held Game of the Year        | Uncharted: Golden Abyss                  |
| DLC of the Year                   | Perpetual Testing Initiative do Portal 2 |
| The One to Watch                  | Grand Theft Auto V                       |
| MMO Game of the Year              | World of Tanks                           |
| Mobile Game of the Year           | Angry Birds Space                        |
| Racing Game of the Year           | Forza Motorsport 4                       |
| RPG of the Year                   | Elder Scrolls V: Skyrim                  |
| Sports Game of the Year           | FIFA 12                                  |
| Strategy Game of the Year         | Civilization V: Gods & Kings             |
| Ultimate Game of the Year         | The Elder Scrolls V: Skyrim              |
| YouTube Gamer                     | Yogscast                                 |

### 2013
A cerimônia aconteceu no The O2 em 25 de outubro de 2013, e foi apresentada por Ed Byrne.
| Categoria                      | Vencedor                               |
| ------------------------------ | -------------------------------------- |
| Melhor Novato                  | The Last of Us                         |
| Mais Desejado                  | The Witcher 3: Wild Hunt               |
| Melhor Jogo Independente       | Mark of the Ninja                      |
| Melhor Projeto Visual          | BioShock Infinite                      |
| Melhor Multijogador            | Payday 2                               |
| Melhor Momento em Jogo         | Far Cry 3: "A Definição de Insanidade" |
| Estúdio do Ano                 | Naughty Dog                            |
| Inovação do Ano                | Oculus Rift                            |
| Melhor Narrativa               | The Last of Us                         |
| Melhor Jogo Online             | World of Tanks                         |
| Melhor Jogo Portátil           | Assassin's Creed III: Liberation       |
| Prêmio Jogador YouTube         | The Yogscast                           |
| Melhor Plataforma de Jogo      | Steam                                  |
| Melhor Jogo Portátil do Ano    | XCOM: Enemy Unknown                    |
| Jogo do Ano                    | Grand Theft Auto V                     |
| Hall da Fama                   | Call of Duty                           |
| Realização de Conjunto da Obra | Ken Levine                             |

### 2014
A cerimônia aconteceu no The O2 em 24 de outubro de 2014, e foi apresentada por Ed Byrne.
| Categoria                      | Vencedor                               |
| ------------------------------ | -------------------------------------- |
| Melhor Jogo Original           | DayZ                                   |
| Melhor Jogo Online             | Hearthstone: Heroes of Warcraft        |
| Melhor Narrativa               | The Last of Us: Left Behind            |
| Melhor Projeto Visual          | Assassin's Creed IV: Black Flag        |
| Melhor Áudio                   | Assassin's Creed IV: Black Flag        |
| Jogo Mais Jogado               | Rust                                   |
| Melhor Multijogador            | Battlefield 4                          |
| Inovação do Ano                | Oculus Rift DK2                        |
| Melhor Momento em Jogo         | The Last of Us: Left Behind: "O Beijo" |
| Jogo Portátil do Ano           | Pokémon X & Y                          |
| Mais Desejado                  | The Witcher 3: Wild Hunt               |
| Personalidade                  | PewDiePie                              |
| Estúdio do Ano                 | Ubisoft Montreal                       |
| Melhor Plataforma de Jogo      | Steam                                  |
| Realização de Conjunto da Obra | Hideo Kojima                           |
| Jogo do Ano                    | Dark Souls II                          |

### 2015
A cerimônia aconteceu no The O2 em 30 de outubro de 2015, e foi apreentada por Danny Wallace.
| Categoria                       | Vencedor                                                |
| ------------------------------- | ------------------------------------------------------- |
| Melhor Jogo Original            | Bloodborne                                              |
| Melhor Narrativa                | The Witcher 3: Wild Hunt                                |
| Melhor Projeto Visual           | The Witcher 3: Wild Hunt                                |
| Melhor Áudio                    | Ori and the Blind Forest                                |
| Melhor Jogo Multijogador        | Grand Theft Auto Online                                 |
| Melhor Jogo Independente        | Kerbal Space Program                                    |
| Jogo Família                    | Splatoon                                                |
| Prêmio Jogo Mais Jogador        | Grand Theft Auto V                                      |
| Melhor Momento de Jogo          | The Witcher 3: Wild Hunt: "Missão do Barão Sanguinário" |
| Personalidade                   | PewDiePie                                               |
| Ícone do eSport                 | Anders Blume                                            |
| Estúdio do Ano                  | CD Projekt RED                                          |
| Inovação do Ano                 | Modo em primeira pessoa de Grand Theft Auto V           |
| Plataforma de Jogo do Ano       | Steam                                                   |
| Interpretação do Ano            | Ashly Burch em Life Is Strange como Chloe Price         |
| Jogo Portátil/Móvel do Ano      | Fallout Shelter                                         |
| Jogo PlayStation do Ano         | Bloodborne                                              |
| Jogo Xbox do Ano                | Ori and the Blind Forest                                |
| Jogo Nintendo do Ano            | Splatoon                                                |
| Jogo PC do Ano                  | Grand Theft Auto V                                      |
| Jogo Mais Desejado              | Fallout 4                                               |
| Jogo do Ano                     | The Witcher 3: Wild Hunt                                |
| Escolha dos Críticos            | Metal Gear Solid V: The Phantom Pain                    |
| Realização por Conjunto da Obra | Satoru Iwata (póstumo)                                  |

### 2016
A cerimônia aconteceu no The O2 em 18 de novembro de 2016, e foi apresentada por James Veitch.
| Categoria                        | Vencedor                                                                      |
| -------------------------------- | ----------------------------------------------------------------------------- |
| Melhor Jogo Original             | Overwatch                                                                     |
| Melhor Narrativa                 | The Witcher 3: Wild Hunt – Blood and Wine                                     |
| Melhor Projeto Visual            | The Witcher 3: Wild Hunt – Blood and Wine                                     |
| Melhor Áudio                     | Fallout 4                                                                     |
| Melhor Jogo Independente         | Firewatch                                                                     |
| Personalidade de Jogo do Ano     | Sean Plott                                                                    |
| Melhor Jogo Multijogador         | Overwatch                                                                     |
| Jogada Competitiva do Ano        | coldzera matando quatro adversários pulando com AWP, na MLG Columbus          |
| Melhor Momento de Jogo           | Overwatch: "Jogada da Partida"                                                |
| Personalidade em Ascensão do Ano | Jesse Cox                                                                     |
| Estúdio do Ano                   | CD Projekt RED                                                                |
| Inovação do Ano                  | Pokémon GO                                                                    |
| Realização por Conjunto da Obra  | Eiji Aonuma                                                                   |
| Melhor Plataforma de Jogo        | Steam                                                                         |
| Melhor Interpretação em Jogo     | Doug Cockle em The Witcher 3: Wild Hunt – Blood and Wine como Geralt de Rívia |
| Jogo Competitivo do Ano          | Overwatch                                                                     |
| Jogo Nintendo do Ano             | The Legend of Zelda: Twilight Princess HD                                     |
| Jogo PlayStation do Ano          | Uncharted 4: A Thief's End                                                    |
| Jogo Xbox do Ano                 | Rise of the Tomb Raider                                                       |
| Jogo PC do Ano                   | Overwatch                                                                     |
| Jogo Portátil/Móvel do Ano       | Pokémon GO                                                                    |
| Revelação                        | Eric Barone por Stardew Valley                                                |
| Hall da Fama                     | Lara Croft                                                                    |
| Escolha dos Críticos             | Titanfall 2                                                                   |
| Jogo Mais Desejado               | Mass Effect: Andromeda                                                        |
| Jogo do Ano                      | Dark Souls III                                                                |

### 2017
A cerimônia de 2017 aconteceu no Bloomsbury Big Top em 17 de novembro de 2017, e foi apresentada por Danny Wallace.
| Categoria                             | Vencedor                                      |
| ------------------------------------- | --------------------------------------------- |
| Melhor Narrativa                      | Horizon Zero Dawn                             |
| Melhor Projeto Visual                 | Cuphead                                       |
| Melhor Áudio                          | The Legend of Zelda: Breath of the Wild       |
| Melhor Interpretação em Jogo          | Ashly Burch em Horizon Zero Dawn como Aloy    |
| Melhor Jogo Independente              | Friday the 13th: The Game                     |
| Estúdio do Ano                        | Nintendo Entertainment Planning & Development |
| Melhor Jogo VR                        | Resident Evil 7: Biohazard                    |
| Time eSports do Ano                   | Lunatic-Hai                                   |
| Jogo eSports do Ano                   | Overwatch                                     |
| Melhor Streamer                       | Markiplier                                    |
| Jogo Portátil/Móvel do Ano            | Pokémon Sun & Moon                            |
| Jogo Nintendo do Ano                  | The Legend of Zelda: Breath of the Wild       |
| Jogo PlayStation do Ano               | Horizon Zero Dawn                             |
| Jogo Xbox do Ano                      | Cuphead                                       |
| Jogo PC do Ano                        | PlayerUnknown's Battlegrounds                 |
| Escolha dos Críticos                  | The Legend of Zelda: Breath of the Wild       |
| Revelação                             | Ashly Burch                                   |
| Hall da Fama                          | Final Fantasy                                 |
| Mais Desejado                         | The Last of Us Part II                        |
| Prêmio Ainda Jogando                  | World of Tanks                                |
| Contribuição para Indústria Britânica | Debbie Bestwick                               |
| Realização por Conjunto da Obra       | Sid Meier                                     |
| Jogo do Ano                           | The Legend of Zelda: Breath of the Wild       |

### 2018
A cerimônia aconteceu no Bloomsbury Big Top em 16 de novembro de 2018, e foi apresentada por Danny Wallace.
| Categoria                    | Vencedor                                            |
| ---------------------------- | --------------------------------------------------- |
| Best Storytelling            | God of War (Sony Interactive Entertainment)         |
| Best Competitive Game        | Fortnite Battle Royale (Epic Games)                 |
| Best Cooperative Game        | Monster Hunter: World (Capcom)                      |
| Best Design                  | God of War (Sony Interactive Entertainment)         |
| Best Indie Game              | Dead Cells (Motion Twin)                            |
| Best Audio                   | God of War (Sony Interactive Entertainment)         |
| Still Playing Award          | World of Tanks (Wargaming)                          |
| Best Performer               | Bryan Dechart as Connor (Detroit: Become Human)     |
| eSports Game of the Year     | Overwatch (Blizzard Entertainment)                  |
| Best VR Game                 | The Elder Scrolls V: Skyrim VR (Bethesda Softworks) |
| Studio of the Year           | SIE Santa Monica Studio                             |
| Best Streamer/Broadcaster    | Bryan Dechart e Amelia Rose Blaire                  |
| Mobile Game of the Year      | PUBG Mobile (Tencent Games)                         |
| PC Game of the Year          | Subnautica (Unknown Worlds Entertainment)           |
| PlayStation Game of the Year | God of War (Sony Interactive Entertainment)         |
| Xbox Game of the Year        | Forza Horizon 4 (Microsoft)                         |
| Nintendo Game of the Year    | Octopath Traveler (Nintendo)                        |
| Breakthrough Award           | Unknown Worlds                                      |
| Most Wanted Award            | Cyberpunk 2077 (CD Projekt)                         |
| Critics' Choice Award        | Red Dead Redemption 2 (Rockstar Games)              |
| Lifetime Achievement         | Hidetaka Miyazaki                                   |
| Outstanding Contribution     | Xbox Adaptive Controller                            |
| Ultimate Game of the Year    | Fortnite Battle Royale (Epic Games)                 |

### 2019
| Categoria                    | Vencedor                                             |
| ---------------------------- | ---------------------------------------------------- |
| Best Storytelling            | Days Gone (Sony Interactive Entertainment)           |
| Best Multiplayer Game        | Apex Legends (Electronic Arts)                       |
| Best Visual Design           | Devil May Cry 5 (Capcom)                             |
| Best Indie Game              | Outer Wilds (Annapurna Interactive)                  |
| Best Audio                   | Resident Evil 2 (Capcom)                             |
| Still Playing Award          | Minecraft (Mojang)                                   |
| Best Performer               | Logan Marshall-Green como David Smith (Telling Lies) |
| eSports Game of the Year     | Fortnite Battle Royale (Epic Games)                  |
| Best VR/AR Game              | Beat Saber (Beat Games)                              |
| Studio of the Year           | Epic Games                                           |
| Best Streamer/Broadcaster    | Soleil Wheeler                                       |
| Mobile Game of the Year      | BTS World (TAKEONE COMPANY)                          |
| PC Game of the Year          | World of Warcraft Classic (Blizzard Entertainment)   |
| PlayStation Game of the Year | Days Gone (Sony Interactive Entertainment)           |
| Xbox Game of the Year        | Gears 5 (Xbox Game Studios)                          |
| Nintendo Game of the Year    | Super Smash Bros. Ultimate (Nintendo)                |
| Breakthrough Award           | House House                                          |
| Most Wanted Award            | Cyberpunk 2077 (CD Projekt)                          |
| Critics' Choice Award        | Control (505 Games)                                  |
| Lifetime Achievement         | Yu Suzuki                                            |
| Outstanding Contribution     | Life Is Strange (Dontnod Entertainment)              |
| Ultimate Game of the Year    | Resident Evil 2 (Capcom)                             |

### 2020
A cerimônia de 2020 ocorreu digitalmente no dia 24 de novembro de 2020, e foi apresentado por Laura Bailey e Travis Willingham.
| Categoria                     | Vencedor                                                            |
| ----------------------------- | ------------------------------------------------------------------- |
| Best Storytelling             | The Last of Us Part II (Sony Interactive Entertainment)             |
| Best Multiplayer Game         | Fall Guys (Devolver Digital)                                        |
| Best Visual Design            | The Last of Us Part II (Sony Interactive Entertainment)             |
| Best Game Expansion           | No Man's Sky: Origins (Hello Games)                                 |
| Mobile Game of the Year       | Lego Builder's Journey (The Lego Group)                             |
| Best Audio                    | The Last of Us Part II (Sony Interactive Entertainment)             |
| Best Indie Game               | Hades (Supergiant Games)                                            |
| Still Playing Award           | Minecraft (Mojang)                                                  |
| Studio of the Year            | Naughty Dog                                                         |
| eSports Game of the Year      | Call of Duty: Modern Warfare (Activision)                           |
| Best New Streamer/Broadcaster | iamBrandon                                                          |
| Best Family Game              | Fall Guys (Devolver Digital)                                        |
| Best Gaming Community         | Minecraft (Mojang)                                                  |
| Best Performer                | Sandra Saad como Kamala Khan (Marvel's Avengers)                    |
| Breakthrough Award            | Innersloth (Among Us)                                               |
| Outstanding Contribution      | The Gaming Industry                                                 |
| PC Game of the Year           | Death Stranding (505 Games)                                         |
| Best Gaming Hardware          | NVIDIA GeForce RTX 3080                                             |
| PlayStation Game of the Year  | The Last of Us Part II (Sony Interactive Entertainment)             |
| Xbox Game of the Year         | Ori and the Will of the Wisps (Xbox Game Studios)                   |
| Nintendo Game of the Year     | Animal Crossing: New Horizons (Nintendo)                            |
| Most Wanted Award             | Sequência de God of War sem título (Sony Interactive Entertainment) |
| Critics' Choice Award         | Hades (Supergiant Games)                                            |
| Ultimate Game of the Year     | The Last of Us Part II (Sony Interactive Entertainment)             |

### 2021
A Cerimônia de 2021 ocorreu digitalmente no dia 23 de novembro de 2021, e foi apresentada por Nolan North e Emily Rose.
| Categoria                     | Vencedor                                                       |
| ----------------------------- | -------------------------------------------------------------- |
| Best Storytelling             | Life Is Strange: True Colors (Square Enix)                     |
| Best Multiplayer Game         | It Takes Two (Electronic Arts)                                 |
| Best Visual Design            | Ratchet & Clank: Rift Apart (Sony Interactive Entertainment)   |
| Best Game Expansion           | Ghost of Tsushima: Iki Island (Sony Interactive Entertainment) |
| Mobile Game of the Year       | League of Legends: Wild Rift (Riot Games)                      |
| Best Audio                    | Resident Evil Village (Capcom)                                 |
| Best Indie Game               | Death's Door (Devolver Digital)                                |
| Still Playing Award           | Final Fantasy XIV (Square Enix)                                |
| Studio of the Year            | Capcom                                                         |
| Best Performer                | Maggie Robertson como Lady Dimitrescu (Resident Evil Village)  |
| Breakthrough Award            | Housemarque                                                    |
| PC Game of the Year           | Hitman 3 (IO Interactive)                                      |
| Best Gaming Hardware          | Sony PlayStation 5                                             |
| PlayStation Game of the Year  | Resident Evil Village (Capcom)                                 |
| Xbox Game of the Year         | Psychonauts 2 (Xbox Game Studios)                              |
| Nintendo Game of the Year     | Metroid Dread (Nintendo)                                       |
| Most Wanted Award             | Elden Ring (Bandai Namco Entertainment)                        |
| Critics' Choice Award         | Deathloop (Bethesda Softworks)                                 |
| Ultimate Game of the Year     | Resident Evil Village (Capcom)                                 |
| Ultimate Hardware of All Time | PC                                                             |
| Ultimate Game of All Time     | Dark Souls (Bandai Namco Entertainment)                        |

### 2022
A cerimônia de 2022 ocorreu em 22 de novembro de 2022.
| Categoria                    | Vencedor                                     |
| ---------------------------- | -------------------------------------------- |
| Best Storytelling            | Horizon Forbidden West                       |
| Best Multiplayer Game        | Elden Ring                                   |
| Best Visual Design           | Elden Ring                                   |
| Best Game Expansion          | Cuphead: The Delicious Last Course           |
| Best Audio                   | Metal: Hellsinger                            |
| Best Indie Game              | Cult of the Lamb                             |
| Best Early Access Launch     | Slime Rancher 2                              |
| Still Playing Award          | Genshin Impact                               |
| Best Gaming Community        | Final Fantasy XIV                            |
| Studio of the Year           | FromSoftware                                 |
| Best Performer               | Manon Gage como Marissa Marcel (Immortality) |
| Breakthrough Award           | Vampire Survivors                            |
| PC Game of the Year          | Return to Monkey Island                      |
| Best Gaming Hardware         | Steam Deck                                   |
| PlayStation Game of the Year | Stray                                        |
| Xbox Game of the Year        | Grounded                                     |
| Nintendo Game of the Year    | Pokémon Legends: Arceus                      |
| Best Game Trailer            | Goat Simulator 3                             |
| Most Wanted Award            | The Legend of Zelda: Tears of the Kingdom    |
| Critics' Choice Award        | Elden Ring                                   |
| Ultimate Game of the Year    | Elden Ring                                   |

### 2023
A cerimônia de 2023 (41º Golden Joysticks Awards) ocorreu no Royal Lancaster Hotel em 10 de novembro de 2023, e foi apresentada por Troy Baker.
| Categoria                    | Vencedor                                                      |
| ---------------------------- | ------------------------------------------------------------- |
| Best Storytelling            | Baldur's Gate 3 (Larian Studios)                              |
| Best Multiplayer Game        | Mortal Kombat 1 (Warner Bros. Games)                          |
| Best Visual Design           | Baldur's Gate 3 (Larian Studios)                              |
| Best Game Expansion          | Cyberpunk 2077: Phantom Liberty (CD Projekt)                  |
| Best Audio                   | Final Fantasy XVI (Square Enix)                               |
| Best Indie Game              | Sea of Stars (Sabotage Studio)                                |
| Best VR Game                 | Horizon Call of the Mountain (Sony Interactive Entertainment) |
| Best Streaming Game          | Valorant (Riot Games)                                         |
| Still Playing Award          | No Man's Sky (Hello Games)                                    |
| Best Gaming Community        | Baldur's Gate 3 (Larian Studios)                              |
| Studio of the Year           | Larian Studios                                                |
| Best Lead Performer          | Ben Starr como Clive Rosfield (Final Fantasy XVI)             |
| Best Supporting Performer    | Neil Newbon como Astarion (Baldur's Gate 3)                   |
| Breakthrough Award           | Cocoon (Annapurna Interactive)                                |
| PC Game of the Year          | Baldur's Gate 3 (Larian Studios)                              |
| Best Gaming Hardware         | PlayStation VR2                                               |
| PlayStation Game of the Year | Resident Evil 4 (Capcom)                                      |
| Xbox Game of the Year        | Starfield (Bethesda Softworks)                                |
| Nintendo Game of the Year    | The Legend of Zelda: Tears of the Kingdom (Nintendo)          |
| Best Game Trailer            | Cyberpunk 2077: Phantom Liberty (CD Projekt)                  |
| Most Wanted Award            | Final Fantasy VII Rebirth (Square Enix)                       |
| Critics' Choice Award        | Alan Wake 2 (Epic Games Publishing)                           |
| Ultimate Game of the Year    | Baldur's Gate 3 (Larian Studios)                              |